# Хронологія світових рекордів з шосейної спортивної ходьби на 35 кілометрів серед жінок
Світові рекорди зі спортивної ходьби на 35 кілометрів визнаються Світовою легкою атлетикою з-поміж результатів, які показали легкоатлетки на шосейних трасах просто неба, за умови дотримання встановлених вимог.
Перший офіційно визнаний світовий рекорд зі спортивної ходьби на 35 кілометрів був зафіксований 2023 року.

## Хронологія рекордів
| Час                                  | Атлетка                   | Місто     | Дата       | Примітки          |
| ------------------------------------ | ------------------------- | --------- | ---------- | ----------------- |
| 2:37.44                              | Кімберлі Гарсія Леон Перу | Дудінце   | 25.03.2023 | [ 1 ]             |
| 2:37.15                              | Марія Перес Іспанія       | Подєбради | 21.05.2023 | [ 2 ] [ 3 ] [ 4 ] |
| 1 рік, 362 дні від дати встановлення |                           |           |            |                   |